# Tegalgot
Tegalgot is een bestuurslaag in het regentschap Wonosobo van de provincie Midden-Java, Indonesië. Tegalgot telt 1848 inwoners (volkstelling 2010).